# Via dei Cavalieri
Via dei Cavalieri è una strada del centro storico di Firenze, situata tra via dei Lamberti e via di San Miniato fra le Torri. Per quanto oggi si tratti di una strada anonima e secondaria tra Calimala e via Pellicceria, anticamente era molto più lunga e ricca di testimonianze del passato. Ritracciata durante il Risanamento di Firenze, oggi le resta di antico solo il nome e un affaccio sullo spigolo del palazzo dei Catellini da Castiglione.

## Storia
Il breve tratto di strada (con tracciato che forma un angolo a squadra con via di San Miniato tra le Torri) si trovava nella zona del Mercato Vecchio ed ha una denominazione antica, che solitamente si spiega ipotizzando la presenza di abitazioni di famiglie investite della dignità cavalleresca, probabilmente in riferimento agli stessi Catellini da Castiglione, di cui permane ancora nel tratto una parte delle antiche proprietà, dei Lamberti e di altre famiglie. Una ulteriore ipotesi, meno verosimile, è riportata nel repertorio di Bargellini e Guarnieri: "fra le chiese demolite durante lo sciagurato sventramento del centro storico, una era dedicata a Sant'Andrea la cui croce a X formava la decorazione d'un antichissimo Ordine di cavalieri. E molto probabilmente furono proprio quei cavalieri a lasciare il loro titolo alla stradina nel dedalo esistente attorno al 'dado' dei Lamberti, cioè al quadrato delle costruzioni, che poi vennero confiscate dalla Repubblica e dove ebbe sede l'Arte dei Medici e degli Speziali".
Il tratto oggi esistente si era chiamato in passato anche via dei Lamberti.

## Descrizione

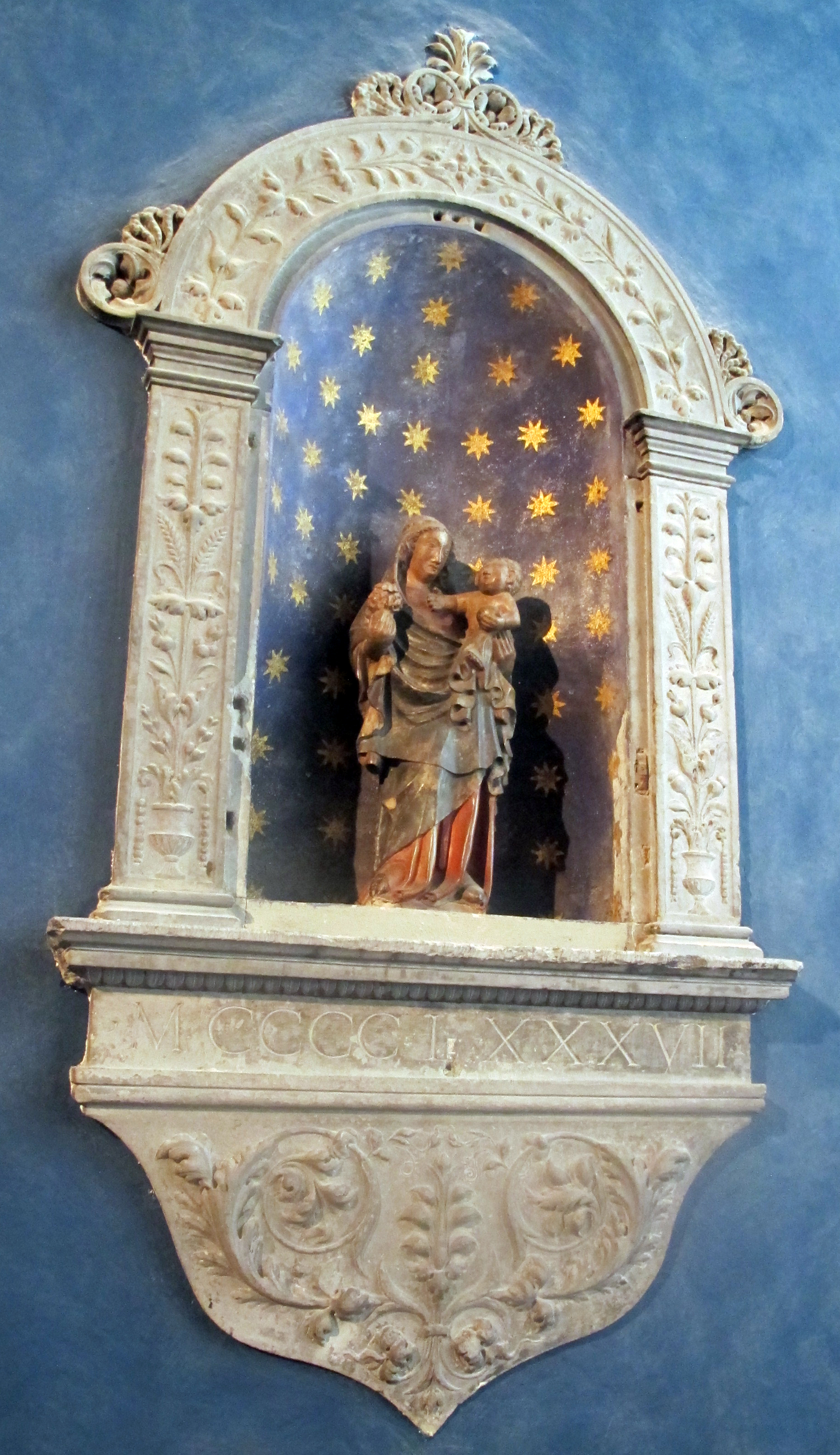
Il tabernacolo oggi nel Museo Bardini

Attualmente la strada ha carattere del tutto secondario nella viabilità cittadina e, ad eccezione degli scorci ancora offerti dal cantone palazzo dei Catellini da Castiglione, ha del tutto perso il carattere antico e 'pittoresco' ancora documentato dai dipinti e dai disegni realizzati prima del 'risanamento' del vecchio centro cittadino. Sul lato orientale vi affaccia il retro del palazzo Paoletti, in via Calimala, e su quello occidentale il retro di quello su via Pellicceria 10.

### Preesistenze
La strada anticamente andava da via dei Lontanmorti, quasi all'altezza della piazza del Monte di Pietà dei Pilli, fino alla piazza di Sant'Andrea. Attraversata da numerosi archi di sostegno tra gli edifici, aveva un tracciato essenzialmente sull'asse nord-sud, che inizialmente era più obliquo e poi, oltre l'angolo con via San Miniato fra le Torri, diventava più dritto e allineato alla griglia romana verso Sant'Andrea. 
Immaginando di percorrerla verso nord, si sarebbe incontrato subito all'inizio sulla destra il portale della Residenza dell'Arte degli Albergatori e la finestra che ne illuminava la sala dell'Udienza (nell'Ottocento il tutto era ridotto a magazzino, ma si intravedevano ancora le antiche decorazioni architettoniche quattrocentesche). Sulla sinistra invece correva un lato del dado dei Lamberti: in particolare si trovavano qui la parte laterale della residenza dell'Arte degli Oliandoli e Pizzicagnoli e, poco oltre, l'ingresso della residenza dell'Arte dei Medici e Speziali. Presso quest'ultima è ricordata una lapide dei Signori Otto, oggi nei depositi del Museo di San Marco:
| I · SIGNORI · OTTO · HANNO · PRO HIBITO · FARCI · BRVTTVRA · 1608 |

Sull'altro lato della strada, in asse con lo sbocco della via di San Miniato tra le Torri, si trovava un tabernacolo commissionato dall'Arte dei Medici e Speziali, la cui cornice finemente intagliata nel 1487 dalla bottega di Francesco di Simone Ferrucci si trova oggi nel Museo Bardini. La cantonata sinistra era occupata dal palazzo dei Catellini da Castiglione, con la fiancata a filaretto su cui si poggiva una pittoresca volta con doppio arco, oltre la quale si intravedeva già la scalinata di Sant'Andrea. Prima di giungere nella piazza della chiesa, sulla destra, si costeggiava la fiancata della residenza dell'Arte dei Linaiuoli e Rigattieri, ancora ben conservata sebbene nell'Ottocento fosse ormai da lungo tempo destinata ad altri usi, tra cui la sede della Congregazione di San Giovanni Battista, di cui esisteva uno stemma poco prima della fine della strada.

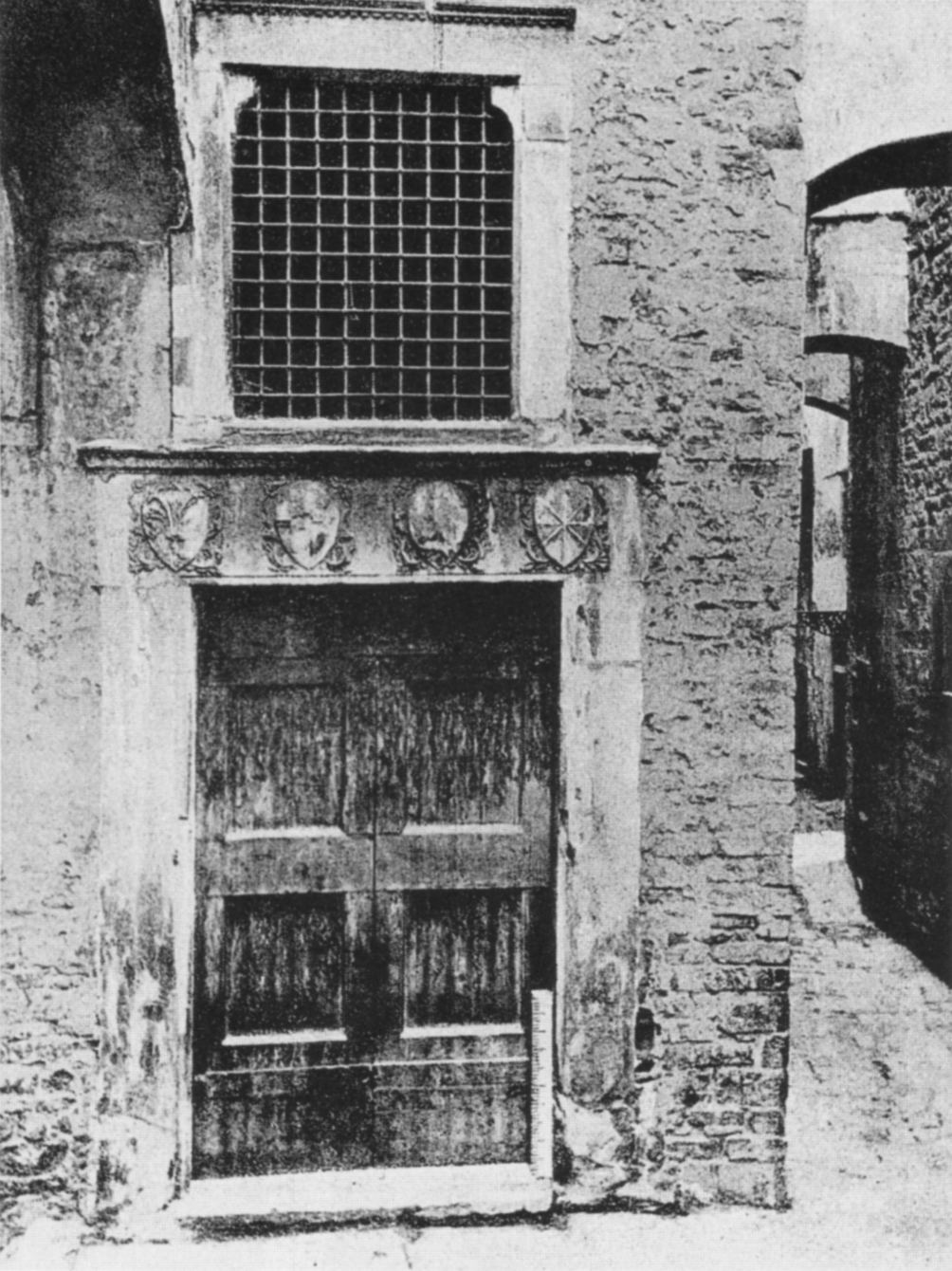
Il portale della Residenza dell'Arte degli Albergatori, all'inizio della strada
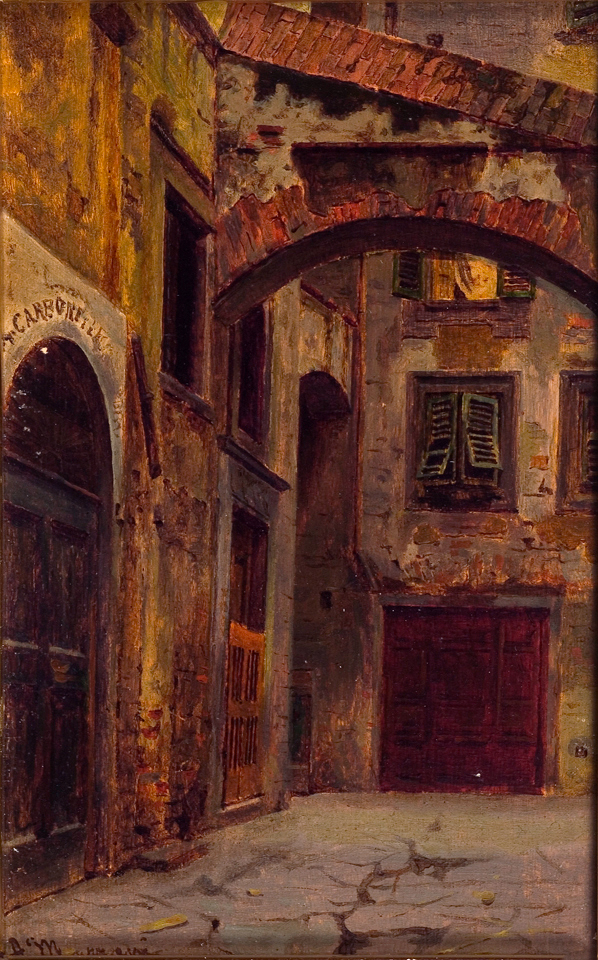
Il primo tratto della strada verso via dei Lontanmorti; a sinistra vi vede la Residenza dell'Arte degli Albergatori
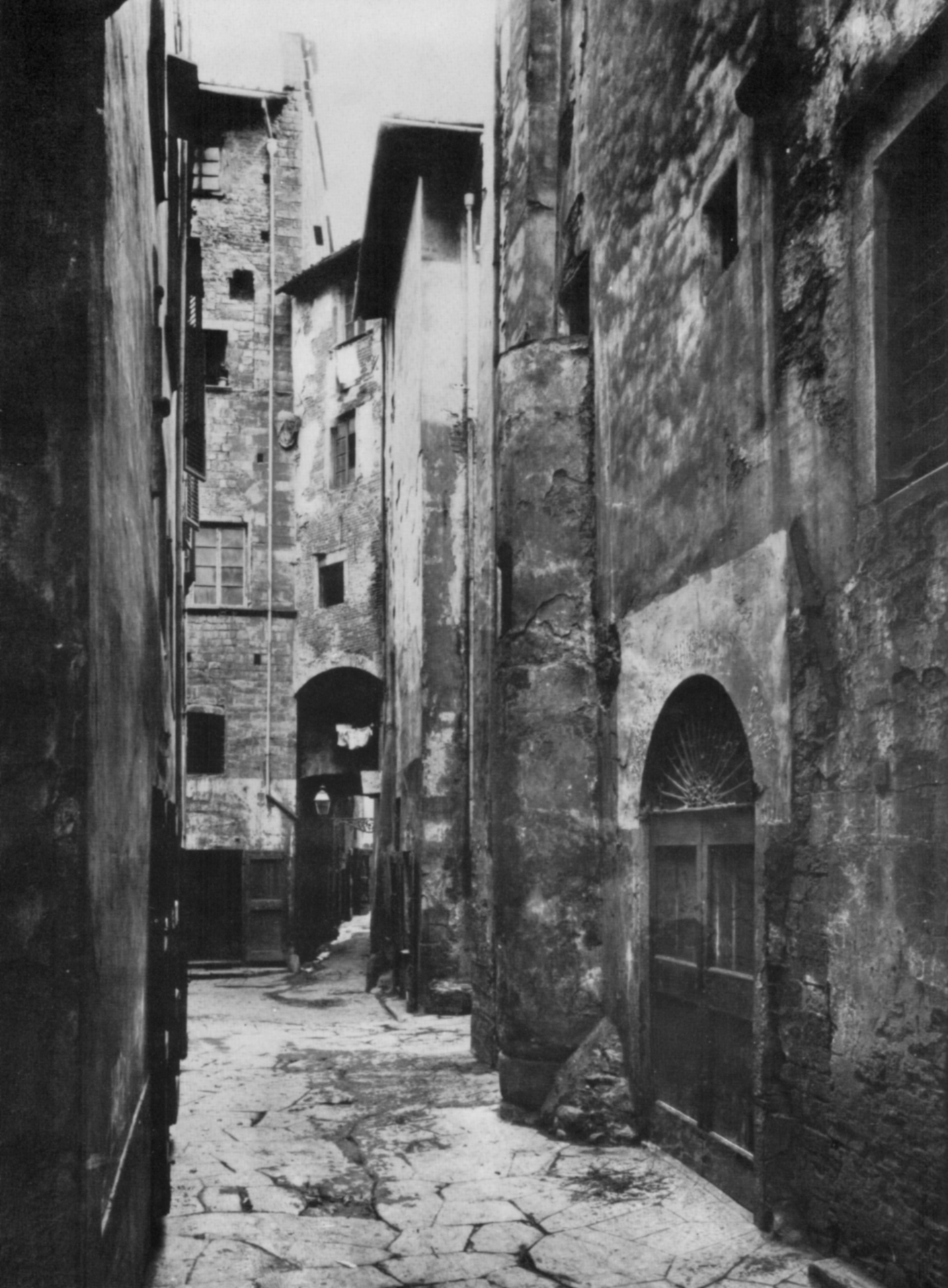
Lo stesso tratto verso la volta del palazzo dei Catellini
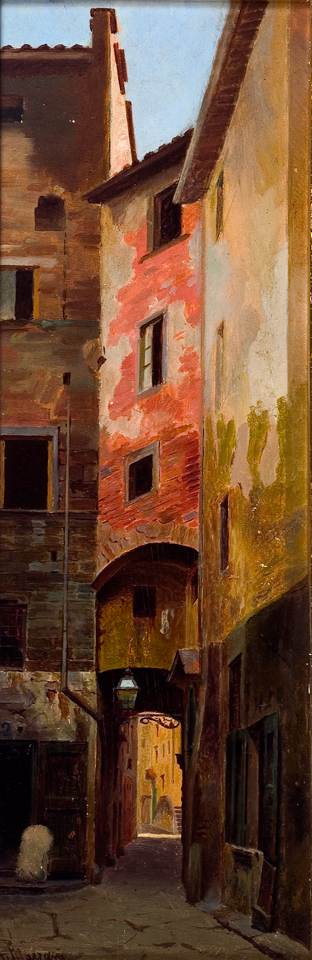
La volta all'altezza di San Miniato fra le Torri
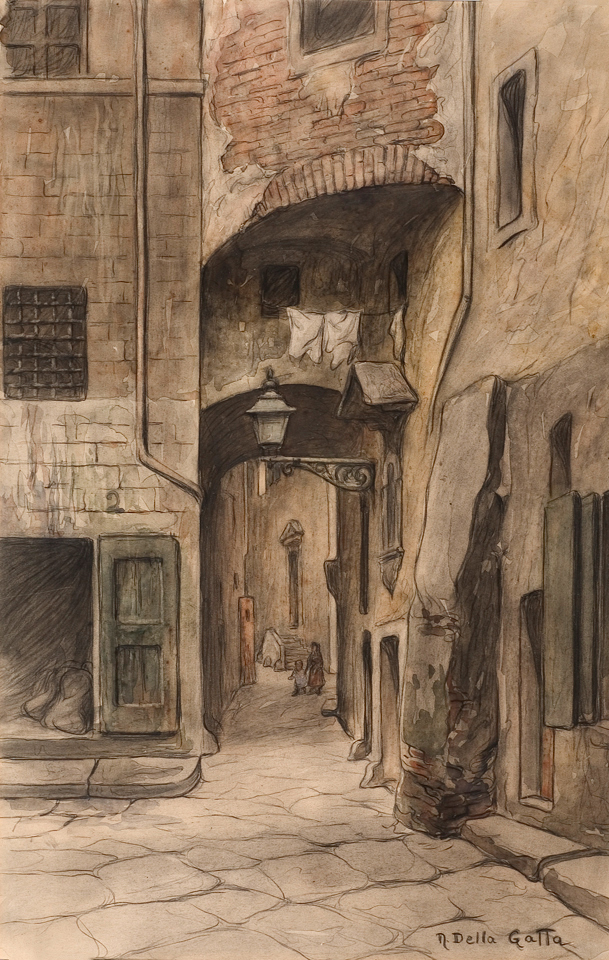
La volta all'altezza di San Miniato fra le Torri, a destra si vede il tabernacolo dell'Arte dei Medici e Speziali
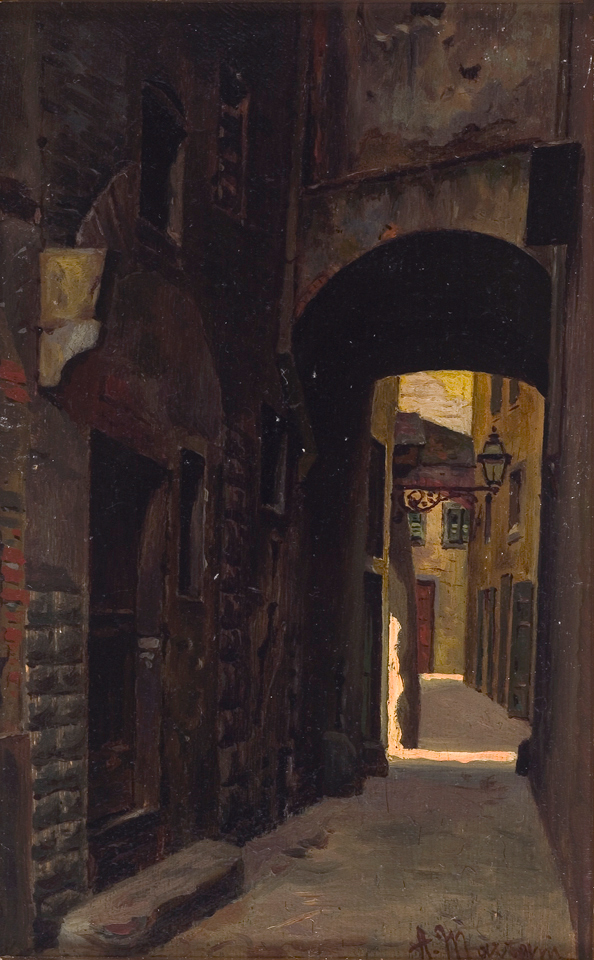
La volta vista dal lato opposto
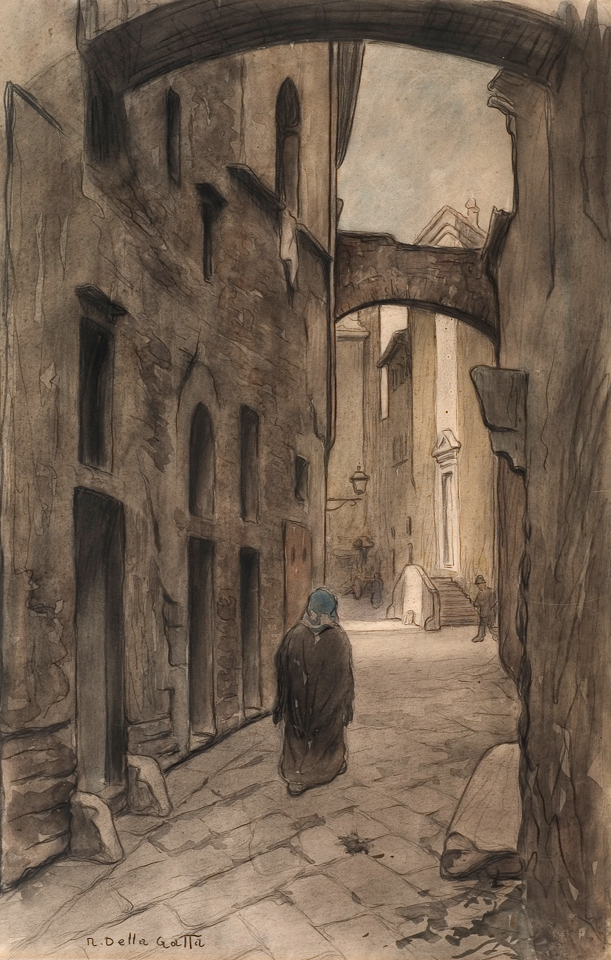
L'ultimo tratto verso piazza Sant'Andrea
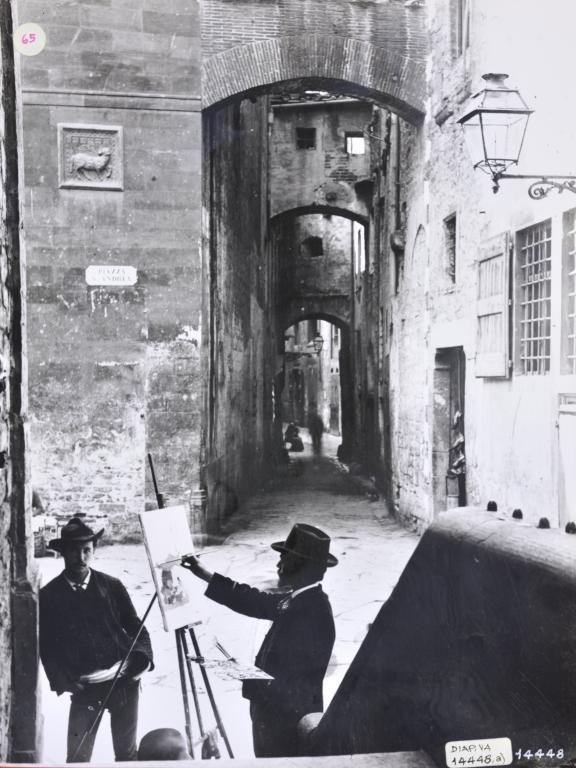
La strada vista da piazza San'Andrea